# Stora Holmevatten (Jörlanda socken, Bohuslän)
Stora Holmevatten är en sjö i Stenungsunds kommun i Bohuslän och ingår i Göta älv-Bäveåns kustområde. Sjön är 30 meter djup, har en yta på 0,339 kvadratkilometer och befinner sig 114,2 meter över havet. Vid provfiske har röding och öring fångats i sjön.

## Delavrinningsområde
Stora Holmevatten ingår i det delavrinningsområde (643509-126564) som SMHI kallar för Mynnar i havet. Medelhöjden är 78 meter över havet och ytan är 38,82 kvadratkilometer. Det finns inga avrinningsområden uppströms utan avrinningsområdet är högsta punkten. Avrinningsområdets utflöde mynnar i havet. Avrinningsområdet består mestadels av skog (64 %), öppen mark (13 %) och jordbruk (17 %). Avrinningsområdet har 0,48 kvadratkilometer vattenytor vilket ger det en sjöprocent på 1,2 %. Bebyggelsen i området täcker en yta av 0,61 kvadratkilometer eller 2 % av avrinningsområdet.